# Matías Silva Sepúlveda
Matías Silva Sepúlveda (Talca, 7 de febrero de 1882-Santiago, 7 de febrero de 1951) fue un abogado y político chileno, miembro del Partido Liberal (PL). Se desempeñó como diputado, senador, y ministro de Estado durante el segundo gobierno del presidente Arturo Alessandri.

## Familia y estudios
Nació en la comuna chilena de Talca el 7 de febrero de 1882, hijo de Froilán Silva Cienfuegos y Pastora Sepúlveda Silva. Realizó sus estudios superiores en la carrera de derecho en la Universidad de Chile; juró como abogado el 12 de junio de 1904, tras la tesis El derecho electoral.
Ejerció su profesión en Talca y luego en Santiago, junto con Manuel Rivas Vicuña. Por otra parte, fue miembro del consejo de la Empresa de los Ferrocarriles del Estado (EFE).
Se casó con Ana Barros Jarpa —hermana del abogado y político Ernesto Barros Jarpa, quien fuera diputado, ministro del Interior, ministro de Salubridad Pública y ministro de Relaciones Exteriores, este último en tres ocasiones—, con quien tuvo seis hijos: Hernán, Víctor, Javier, José Eugenio, Carmen y Violeta; esta última, fue madre de Sergio Molina Silva, quien fuera ministro de Estado durante los gobiernos de los presidentes demócrata cristianos Eduardo Frei Montalva, Patricio Aylwin y Eduardo Frei Ruiz-Tagle.

## Carrera política

### Diputado
Inició su carrera política militando en el Partido Demócrata en 1912. En las elecciones parlamentarias de ese año, fue elegido como diputado por Talca, por el período 1912-1915. En su gestión integró la Comisión Permanente de Legislación y Justicia y fue diputado reemplazante en la Comisión Permanente de Instrucción Pública.
En 1918 renunció al Partido Demócrata y se incorporó al Partido Liberal, siendo reelegido como diputado por Talca en las elecciones parlamentarias de ese año, por el período 1918-1921. En esa oportunidad integró la Comisión Permanente de Gobierno y fue nuevamente diputado reemplazante en la Comisión Permanente de Instrucción Pública.
En las elecciones parlamentarias de 1921, obtuvo la reelección por segunda vez como diputado por Talca, por el periodo 1921-1924. En esta ocasión, actuó como vicepresidente de la Cámara de Diputados; desde el 1 de septiembre hasta el 4 de octubre de 1922. Además, continuó integrando la Comisión Permanente de Gobierno.
En las elecciones parlamentarias de 1924, obtuvo la tercera y última reelección como diputado por Talca, por el período 1924-1927. Sin embargo no logró finalizar su periodo parlamentario debido a que fue disuelto el Congreso Nacional, el 11 de septiembre de 1924, mediante un decreto de una Junta de Gobierno establecida mediante un golpe de Estado.

### Senador
Seguidamente, en las elecciones parlamentarias de 1925, fue electo como senador por la 6.ª Agrupación Provincial (correspondiente a Talca, Linares y Maule), por el período 1926-1930. Ocupó la vicepresidencia del Senado, desde el 13 de junio de 1927 hasta el 22 de mayo de 1928, e integró la Comisión Permanente de Gobierno, de Ejército y Marina, y la de Obras Públicas y Vías de Comunicación. Así como también, fue senador reemplazante en la Comisión Permanente de Hacienda, Comercio y Empréstitos Municipales. Paralelamente, fungió como presidente de su partido, entre los años 1926 y 1928.

### Ministro de Estado de Alessandri Palma
Con ocasión de la segunda administración del presidente Arturo Alessandri, el 30 de octubre de 1933, fue nombrado como titular del Ministerio de Fomento, cargo que ejerció hasta el 12 de septiembre de 1936. De manera simultánea, el 19 de abril de 1934, fue nombrado como titular del Ministerio de Agricultura, actuando como tal hasta el 26 de agosto de 1935; y ministro del Interior, desde el 12 de septiembre de 1936 hasta el 18 de mayo de 1938, con algunas interrupciones durante el período que ejerció. Por ejemplo, entre los días 4 y 14 de febrero de 1937, oportunidad en que fue subrogado por el ministro de Relaciones Exteriores y Comercio, Miguel Cruchaga Tocornal; y entre el 18 de enero y el 3 de febrero de 1938, por el ministro de Hacienda y subrogante de Relaciones Exteriores y Comercio, Francisco Garcés Gana. Además, entre los días 4 y 15 de febrero de este último año, ocupó el puesto de ministro del Trabajo, subrogando al titular Bernardo Leighton Guzmán.
Como titular de la cartera de Interior, envió al Congreso Nacional, para su aprobación, numerosos proyectos que fueron promulgados más tarde como leyes de la República; entre los más importantes se pueden citar el de Seguridad Interior del Estado, el de la Organización, Planta y Distribución de los Servicios de Investigaciones, Identificación y Pasaportes; el que aumentó la Planta del Personal de Correos y Telégrafos, entre otros. Por otra parte, fue acusado constitucionalmente sin éxito en 1937.

### Nuevamente senador
En unas elecciones parlamentarias complementarias de 1938, fue elegido como senador por la 6.ª Agrupación Provincial (correspondiente a las provincias de Curicó, Talca, Maule y Linares), para finalizar el periodo 1933-1941; se incorporó el 4 de julio de 1938, en reemplazo de Aurelio Meza Rivera, quien falleció en abril ese año. Fue senador reemplazante en la Comisión Permanente de Gobierno y en la de Agricultura y Colonización.

### Últimos años
Entre otras actividades, fue socio del Club de La Unión y del Club de Septiembre. Falleció en el fundo "La Quinta" ubicado en Talca, el 7 de febrero de 1951, a los 69 años.